# Johann Heinrich Bisterfeld
Johann Heinrich Bisterfeld (* 1605 in Siegen; † 16. November 1655 in Weißenburg in Siebenbürgen, Osmanisches Reich) war ein deutscher reformierter Theologe, Philosoph, Logiker und Polyhistor.

## Familie
Johann Heinrich Bisterfeld war der zweite Sohn des calvinistischen Theologen, Philosophen und Pädagogen Johannes Bisterfeld, und seiner Ehefrau Gertrud Schickhart, einer Tochter von Henrich Schickhartt, die in der ersten Ehe mit Arnold Wiederstein verheiratet war. Bisterfelds Onkel waren Jacob Schickhart der Ältere, Martin Schickhard der Ältere und Philipp Christoph Schickhard.

## Leben
Bisterfeld studierte reformierte Theologie: ab 1619 an der Hohen Schule Herborn (der „Academia Nassauensis“), bei Johann Heinrich Alsted, ab 1623 in Basel, ab 1624 in Genf, Oxford und an 1626 in Leiden. In Leiden wohnte er bei dem Professor André Rivet (1572–1651), über den er einen Briefkontakt mit dem Universalgelehrten Wilhelm Schickard knüpfte. Nach Beendigung seiner Studien war er wahrscheinlich Pfarrer in Grave im niederländischen Noord-Brabant. Er bekam dort eine vage Aussicht auf eine Professur an der Universität Groningen, wollte aber nicht warten und ging nach Herborn, wo er ab Sommersemester 1629 als Professor der Philosophie an der Hohen Schule ohne Bezahlung wirkte.
Auf Bitte des Fürsten von Siebenbürgen, Gábor Bethlen, ging er zusammen mit Johann Heinrich Alsted im Sommer desselben Jahres 1629 an die durch ihn gegründete Akademie in Weißenburg, wo jeder von ihnen eine Professorenstelle bekam. Noch 1629 heiratete dort Bisterfeld Susanna Alsted, eine Tochter seines älteren Kollegen. In Weißenburg wirkte Bisterfeld bis zu seinem Tod als Professor für Theologie und Philosophie. Neben seinen wissenschaftlichen Aktivitäten wirkte er auch als Diplomat und Berater für den Fürsten von Siebenbürgen Georg I. Rákóczi. Er wurde zudem zum Geheimen Rat ernannt. Sein guter Bekannter aus Leiden, André Rivet, war die treibende Kraft, ihn an die renommierte Universität Leiden zu berufen. Bisterfeld bekam zweimal von dort Berufungen: 1641 und 1650, und beide Male lehnte er sie ab.
Nach dem Tod seiner ersten Frau heiratete Bisterfeld Anna Stenzel, eine Tochter des Hermannstädter Stadtrates Johann Stenzel. Es gelang ihm außerdem, ein bedeutendes Vermögen zu erwerben; in Hermannstadt besaß er ein großes Anwesen mit Haus, Garten und Meierhof.
Seine letzte Ruhestätte fand Johann Heinrich Bisterfeld in der Schlosskirche von Weißenburg – neben Johann Heinrich Alsted und Philipp Ludwig Piscator.

## Wirken
Johann Heinrich Bisterfeld war Autor zahlreicher bedeutsamer Schriften zu theologischen und philosophischen Themen. Durch diese Publikationen aber auch durch einen regen Briefwechsel mit hervorragenden Gelehrten stellte er für einige Jahre den Kontakt zwischen den wissenschaftlichen Zentren Westeuropas und dem abgelegenen Siebenbürgen her. Seine umfangreiche Reisetätigkeit nach West- und Mitteleuropa in diplomatischer Mission als Vertreter seines Fürsten nützte er dazu, die wissenschaftlichen Verbindungen zu festigen, über die er seit seinem Studium in den Niederlanden verfügte. So stand er etwa in Kontakt mit Johann Amos Comenius, John Dury und Samuel Hartlib.
Als Theologe war Bisterfeld zunächst ein erbitterter Gegner des englischen Puritanismus, wandelte sich aber später zu einem überzeugten Anhänger.
Sein wichtiges Werk, das zweibändige Bisterfeldius redivivus erschien 1661 posthum in Den Haag. Die darin enthaltene Theorie universeller Harmonie und einer Weltsprache haben Leibniz nachhaltig beeinflusst. Bisterfeld vertrat eine enzyklopädische Universalwissenschaft, die auf der mentalen Kombination von Ideen basieren und sich analog zu einer ebensolchen Ideenkombination im göttlichen Schöpferintellekt verhalten sollte. Hier folgte er einer von Raimundus Lullus begründeten Tradition, die ihm sein Schwiegervater Alsted vermittelt hatte.
Bisterfeld beschäftigte sich auch mit Mathematik und Physik, was sein Interesse für Wilhelm Schickard bestärkte.
Bisterfelds umfassende wissenschaftliche Kenntnisse „verschafften ihm die zweifelhafte Ehre, vom Volke für einen Zauberer gehalten zu werden“.

## Schriften (Auswahl)
- Disputatio theologica de Deo, quam ipso adivvante, praeside … Johanne Deodato; Geneva (Genf): Iohannis De La Planche 1625
- Disputatio theologica de fide; Quam adjuvante Deo, praeside reverendo, clarissimo, doctissimoque viro, D. Iohanne Polyandro SS. Theologiae doctore, ejusdemque facultatis in inclyta Lugd. Batav. Acad. Professore primario, p.t. rectore magnifico, publico examini subjicit, Iohannes Henricus Bisterfeldius, Sigena-Nassovius Ad diem 5. Maji, horis locoque solitis; Lugduni Batavorum, Leiden: Elzevir 1627
- Decas quaestionum nobiliorum politicarum de legibus politicis ventil. Joh. Albert Ried, Heidelbergensis Palatinus; Herbornae Nassoviorum (Herborn) 1629
- Decas Nobiliorum Quaestionum Philosophicarum Quam … Praeside Viro Dn. Johanne-Henrico Bisterfeldio, in … Nassoviorum Schola, quae est Herbornae, Philosophiae Professore ordinario … Exercitii gratia disputationis censurae submittit Daniel Buchius; Sigenensis Nassovicus, Herbornae Nassoviorum (Siegen und Herborn) 1629
- Dodecas quaestionum illustrium politicarum de Concilio et Conciliario … proponit; Herbornae Nassoviorum (Herborn): Johannes Adamus Weisselius Hanoviensis 1629
- Disputatio politica De consiliariis magistratus. Quam de trinuno clementer aspirante et favente sub praesidio, viri clarissimi et doctissimi, Dr. Johannis-Henrici Bisterfeldii, in illustri Athenaeo Herbornensi Philosophiae Professoris, Praeceptoris sui omnibus nominibus perpetim observandi Publice in Auditorio JCtorum ventilandam proponit, et pro ingenii capicitate defendere studebit Christophorus Deichmann, Marpurgensis Cattus; Herbornae Nassoviorum (Herborn) 1629
- Dispvtatio Philosophica de concvrsv cavsae primae cum secundis, Quam Deo Benedicente In illustri schola Bethleniana, quae est Albae Iuliae, examinandam proponit Johannes-Henricus Bisterfeldivs philosophiae professor. Ad d. 8 & 15 Maji Respondentibus Stephano Keserüi, & Johanne Benyei, Hungaris; Alba-Iulia: Jacobus Effmurdt Suae Serenitatis Typographus 1630
- Disputatio Theologica De Divina Scripturae Sacrae eminentia; Quam Spiritu Sancto Duce, Sub Praesidio Reverendi & Clarissimi Viri, Dni. Johannis Henrici Bisterfeldii, Theologiae ac Philosophiae in illustri Schola Albensi Professoris, Publice defendere conabitur Samuel Decanus Bohemus; Albae-Iuliae 1641
- Disputatio Theologica De Domino Nostro Jesu Christo; Quam ipso Duce, Sub Praesidio Reverendi & Clarissimi Viri, Dni. Johannis Henrici Bisterfeldii, Theologiae ac Philosophiae in illustri Schola Albensi Professoris, Pro virili tuebitur Petrus Mylius Polonus; Alba Iulia 1641
- Bisterfeldius redivivus: seu Operum Joh. Henrici Bisterfeldii, Hagae 1661